# Herbert Plaxton
Pour les articles homonymes, voir Plaxton.
Herbert « Bert » Alfred Wellington Plaxton (né le 22 avril 1901 à Barrie, mort le 7 novembre 1970 à Georgina (Ontario)) est un joueur canadien de hockey sur glace.

## Famille
Son frère Hugh et son cousin Roger sont également champions olympiques de hockey sur glace en 1928.

## Biographie
Après sa carrière de hockeyeur, il pratique le droit et travaille au ministère de la Défense nationale alors que William Lyon Mackenzie King est premier ministre du Canada.

## Carrière
Pendant la saison 1927-1928, Herbert Plaxton est membre des Varsity Blues de Toronto, entraîné par Conn Smythe. L'équipe remporte en 1927 la Coupe Allan. Mais Herbert Plaxton est simplement remplaçant au moment de la série finale contre Fort William Thundering Herd.
Herbert Plaxton fait partie de l'équipe nationale du Canada qui remporte la médaille de bronze aux Jeux olympiques de 1928 à Saint-Moritz. Il ne participe aux Jeux olympiques d'hiver de 1928 qu'après que son frère Hugh fait pression pour qu'il rejoigne l'équipe avant le voyage, contre la volonté de l'entraîneur Conn Smythe qui quitte le navire pour l'Europe et laisse sa place à William Hewitt. Ainsi, lui et Roger ne sont pas membres des Varsity Blues de Toronto, entraîné par Conn Smythe, qui remporte en 1927 la Coupe Allan, comme la majorité de l'équipe.
Néanmoins, Herbert Plaxton dispute deux matchs et marque deux buts lors d'une victoire 14-0 contre la Grande-Bretagne.